# George Szell
George Szell (György Széll), né le 7 juin 1897 à Budapest et mort le 30 juillet 1970 à Cleveland, est un chef d'orchestre et pianiste américain d'origine hongroise.

## Biographie

### Autriche
Sa famille s'installe à Vienne alors qu'il est encore enfant. Il y travaille le piano avec Richard Robert, la composition avec Eusebius Mandyczewski, ami personnel de Brahms, ainsi que la direction d'orchestre. Enfant prodige, Szell donne des récitals de piano à l'âge de onze ans, suscitant l'admiration de Richard Strauss, dont il fut ultérieurement le collègue et l'interprète. Il obtient à dix-huit ans un engagement à l'Opéra de la Cour de Berlin (actuelle Staatsoper) et il dirige – dès dix-sept ans – l'Orchestre philharmonique, à Strasbourg (où il succède à Otto Klemperer), Prague, Düsseldorf, Darmstadt et La Haye. En outre il fut chef principal du Scottish Orchestra (actuel Royal Scottish National Orchestra) de 1936 à 1939.

### États-Unis
Juif converti au catholicisme, il se résigne à quitter l'Europe pour les États-Unis en 1939.
Ses débuts sur le continent américain avaient eu lieu en 1930 avec l'Orchestre symphonique de Saint-Louis. À cette époque, il était davantage connu comme chef d'opéra. De 1942 à 1946, il est chef d'orchestre invité au Metropolitan Opera de New York et dirige l'Orchestre philharmonique de New York en 1944 et 1945. Mais son nom reste attaché à l'Orchestre de Cleveland, dont il a été le directeur musical de 1946 à sa mort et dont il a fait une phalange internationalement reconnue. En outre, il a été conseiller musical de l'Orchestre philharmonique de New York de 1969 à 1970, ainsi que l'invité régulier de l'Orchestre symphonique de Chicago. En Europe, il a été l'invité régulier de l'Orchestre philharmonique de Vienne durant de nombreuses années. L'Orchestre du Concertgebouw d'Amsterdam, l'Orchestre symphonique de Londres et l'Orchestre philharmonique de Berlin lui ont également accordé leur confiance.

## Répertoire
Son legs discographique (Joseph Haydn, Ludwig van Beethoven, Robert Schumann, Anton Bruckner, Johann Strauss fils, Richard Strauss, Gustav Mahler, etc.) recèle des merveilles (Des Knaben Wunderhorn, avec Elisabeth Schwarzkopf et Dietrich Fischer-Dieskau), ainsi que les plus éminents solistes comme Vladimir Horowitz, Isaac Stern, David Oistrakh et Rudolf Serkin.
Attiré par la musique de son temps, il fut notamment le créateur et co-dédicataire des Métaboles (1965) de Henri Dutilleux, et dirigea régulièrement Prokofiev, Hindemith, Walton et Bartók. Il favorisa également la collaboration entre son orchestre de Cleveland et Pierre Boulez, collaboration qui s'avéra durable.
George Szell fut également un grand interprète de Haydn et Mozart, compositeurs qu'il programma fréquemment. Beethoven et Brahms faisaient également partie de ses compositeurs favoris.